# Хрженик
Хрженик (хорв. Hrženik) — населений пункт у Хорватії, в Загребській жупанії у складі громади Крашич.

## Населення
Населення за даними перепису 2011 року становило 106 осіб.
Динаміка чисельності населення поселення:

## Клімат
Середня річна температура становить 10,49 °C, середня максимальна – 24,60 °C, а середня мінімальна – -6,15 °C. Середня річна кількість опадів – 1069 мм.
| Клімат поселення                              | Клімат поселення | Клімат поселення | Клімат поселення | Клімат поселення | Клімат поселення | Клімат поселення | Клімат поселення | Клімат поселення | Клімат поселення | Клімат поселення | Клімат поселення | Клімат поселення | Клімат поселення |
| Показник                                      | Січ.             | Лют.             | Бер.             | Квіт.            | Трав.            | Черв.            | Лип.             | Серп.            | Вер.             | Жовт.            | Лист.            | Груд.            |                  |
| Середній максимум, °C                         | 6,20             | 8,36             | 12,65            | 16,92            | 21,59            | 24,60            | 24,31            | 23,74            | 20,00            | 14,88            | 9,06             | 5,08             |                  |
| Середня температура, °C                       | 0,02             | 2,19             | 6,48             | 10,74            | 15,42            | 18,43            | 20,22            | 19,66            | 15,92            | 10,80            | 4,96             | 1,00             |                  |
| Середній мінімум, °C                          | −6,15            | −4               | 0,30             | 4,56             | 9,24             | 12,27            | 16,15            | 15,59            | 11,84            | 6,72             | 0,89             | −3,08            |                  |
| Норма опадів, мм                              | 57               | 57               | 73               | 84               | 88               | 113              | 102              | 102              | 103              | 104              | 106              | 80               |                  |
| Середньомісячна швидкість вітру, м/с          | 1.42             | 1.60             | 2.00             | 1.91             | 1.80             | 1.69             | 1.60             | 1.50             | 1.40             | 1.40             | 1.50             | 1.50             |                  |
| Середньомісячна сонячна радіація, кДж/м²·день | 4106             | 6859             | 10359            | 14825            | 18956            | 20886            | 21870            | 18892            | 13882            | 8646             | 4543             | 3345             |                  |
| --------------------------------------------- | ---------------- | ---------------- | ---------------- | ---------------- | ---------------- | ---------------- | ---------------- | ---------------- | ---------------- | ---------------- | ---------------- | ---------------- | ---------------- |
| Джерело:                                      |                  |                  |                  |                  |                  |                  |                  |                  |                  |                  |                  |                  |                  |